# Fogaras
Het comitaat Fogaras (Hongaars: Fogaras vármegye, Roemeens: Comitatul Făgăraș, Duits: Komitat Fogarasch) is een historisch  comitaat in het vroegere Koninkrijk Hongarije. Het ligt vandaag in de Roemeense regio Zevenburgen.

## Ligging

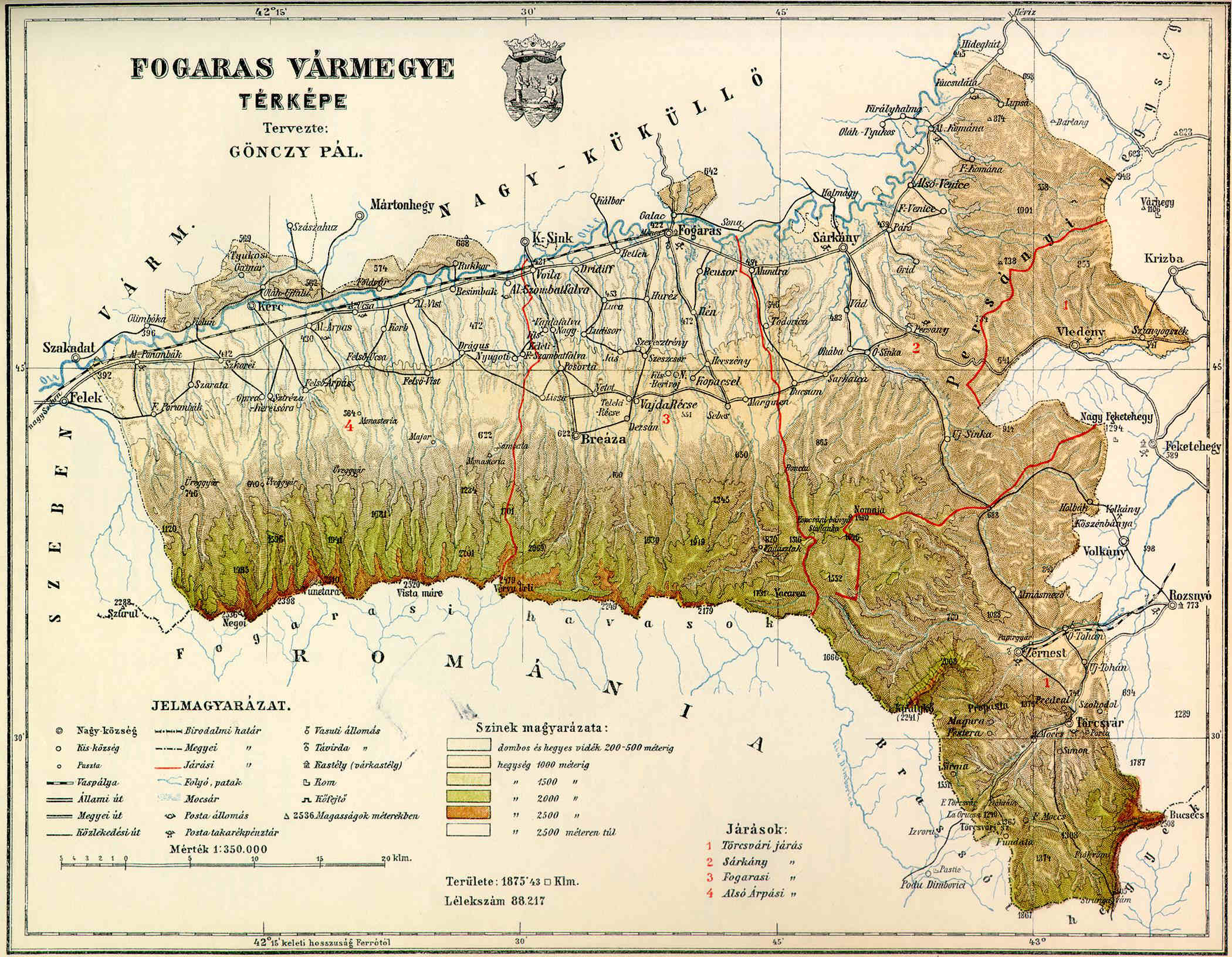
Kaart van het comitaat Fogaras in 1890

Fogaras grensde aan het Koninkrijk Roemenië en aan de comitaten Szeben, Nagy-Küküllő en Brassó. In 1910 besloeg het comitaat een oppervlakte van 2.444 km² en werd het door 95.174, grotendeels Roemeense, inwoners bewoond. Het gebied wordt gekenmerkt door het Făgărașgebergte, weidse wouden en wordt in het uiterste noorden doorsneden door de Olt. In de vruchtbare gebieden van het comitaat werden rogge, haver, maïs, boekweit, tabak en wijn verbouwd. De hoofdplaats van het comitaat was de marktstad Făgăraș, gelegen aan de Aluta.

## Geschiedenis
Het comitaat ontstond in 1876, nadat bij een bestuurlijke hervorming het tot dan bestaande lappendeken van comitaten, gebieden en zogenaamde stoelen werd opgeheven en in nieuwe comitaten met nieuwe grenzen werd ingedeeld. Voordien lag in dit gebied ook het "gebied Fogaras" (Hongaars: Fogaras vidék) dat bestond sinds de 15e eeuw. Na het einde van de Eerste Wereldoorlog werd het comitaat onderdeel van het Koninkrijk Roemenië en kwam overeen met het district Făgăraș, dat tot 1950 bestond. Na verschillende bestuurlijke hervormingen behoort het grootste deel van het comitaat Fogaras nu tot het district Brașov, het westelijke deel tot het district Sibiu.

## Districten
| Stoeldistricten (járások) | Stoeldistricten (járások)             |
| Stoeldistrict             | Hoofdplaats                           |
| ------------------------- | ------------------------------------- |
| Alsóárpás                 | Alsóárpás, tegenwoordig Arpașu de Jos |
| Fogaras                   | Fogaras, tegenwoordig Făgăraș         |
| Sárkány                   | Sárkány, tegenwoordig Șercaia         |
| Törcsvár                  | Zernest, tegenwoordig Zărnești        |

| Stadsdistricten (rendezett tanácsú városok) | Stadsdistricten (rendezett tanácsú városok) |
| ------------------------------------------- | ------------------------------------------- |
| Fogaras, tegenwoordig Făgăraș               |                                             |